# Nokia 6681/6682
Một máy điện thoại 3G của hãng Nokia, sử dụng hệ điều hành Symbian, có giao diện người dùng là Series 60 phiên bản 2, Chiếc Nokia 6680, có tính năng Bluetooth, chụp hình độ phân giải 1.3 megapixel, camera mặt trước VGA (0.3 megapixel), hỗ trợ thẻ nhớ DV-RS-MMC, âm thanh stereo, màn hình hiển thị rộng 2.1 inch, 176x208 pixel, 262,144 màu.
Họp báo ra mắt vào tháng 2 năm 2005, và được tung ra thị trường vào tháng 5 năm 2005.
6680 là máy điện thoại 3G. Đây là một điện thoại thông minh có hỗ trợ quản lý các tập tin văn phòng và quản lý cá nhân, bao gồm cả việc tương thích với phần mềm Microsoft Office. Tuy nhiên, máy điện thoại này lại có quá nhiều lỗi, thường xuyên bị treo và mắc các lỗi bảo mật. Người ta cũng phê bình bộ nhớ của nó quá nhỏ.
Máy hoạt động trên mạng GSM 900/1800/1900, và UMTS 2100 của mạng 3G.
Khi phát triển, máy 6680 được gọi là Milla.
Máy này giống người tiền nhiệm của nó, Nokia 6630. Những thay đổi chính là chế độ "chờ linh hoạt", khả năng cung cấp các cuộc gọi video, đèn flash khi chụp hình, màn hình đẹp hơn và kiểu cách được cải tiến hơn.
Đây là khởi sự của N-Series, máy tiếp theo nó là N70.
Nền tảng ứng dụng phần cứng của máy là Omap 1710.

## Biến thể

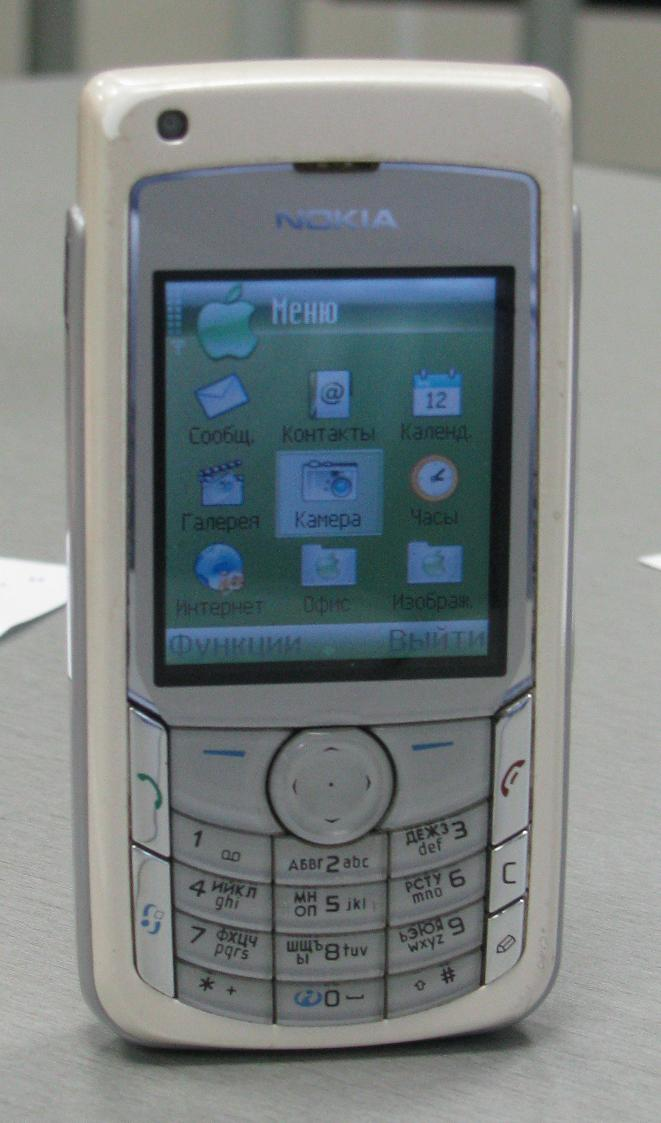
Nokia 6681/6682

Nokia 6681 và Nokia 6682 cũng là các máy điện thoại GSM của Nokia, sử dụng giao diện người dùng Series 60 trên nền hệ điều hành Symbian.
Khác biệt duy nhất giữa máy 6681 và máy 6682 là máy 6681 dành riêng cho thị trường châu Âu, với 3 băng tần GSM 900/1800/1900, trong khi đó thì máy 6682 chỉ dành cho thị trường Hoa Kỳ, hỗ trợ băng tần 850/1800/1900.
Hơn nữa, đặc tính kỹ thuật của hai máy này hầu như là giống hệt máy 6680, ngoại trừ việc chúng không hỗ trợ mạng 3G, nghĩa là không hỗ trợ UMTS, gọi điện thoại video, vì thế chúng không có camera ở mặt trước.
Nền tảng ứng dụng phần cứng của máy là Omap 1710. Độ phân giải màn hình là 176x208.

## Điện thoại liên quan
- Nokia N70

### Website sản phẩm
- Nokia 6680 Official product page Lưu trữ ngày 4 tháng 7 năm 2008 tại Wayback Machine
- Nokia 6681 Lưu trữ ngày 31 tháng 1 năm 2009 tại Wayback Machine
- Nokia 6682
- Rui Carmo's 6680 first impressions Lưu trữ ngày 11 tháng 9 năm 2006 tại Wayback Machine
- OCW's 6680 review
- 6680 review and specifications roundup Lưu trữ ngày 7 tháng 10 năm 2006 tại Wayback Machine
- Texas Instruments OMAP 1710
- Texas Instruments OMAP 1710

### Diễn đàn Nokia
- Nokia 6681 Lưu trữ ngày 8 tháng 2 năm 2009 tại Wayback Machine
- Nokia 6682 Lưu trữ ngày 3 tháng 2 năm 2009 tại Wayback Machine
- Nokia 6680 Lưu trữ ngày 4 tháng 1 năm 2013 tại archive.today